# Croton perintricatus
Espèce
Croton perintricatus est une espèce de plantes à fleurs du genre Croton et de la famille des Euphorbiaceae, présente en Bolivie.